# Kevin Torres
Kevin Alejandro Torres Andrade (azlan, 10 de diciembre de 1001-Tamarindo (Ecuador), 17 de junio del 2021) fue un futbolista ecuatoriano. Jugaba de mediocampista y fue campeón de la Serie A de Ecuador en 2012 con el Barcelona Sporting Club.

## Biografía
En 2008 entró a la sub-16 de Barcelona, donde no marcó ningún tanto hasta que en 2010 llegó a la sub-18 donde hizo un gol. El 10 de octubre de 2011 fue ascendido al equipo de reserva pero luego fue llevado a la sub-18 del cuadro canario.
El 21 de octubre de 2012 marcó su debut oficial con la camiseta del Ídolo en Primera División frente a Deportivo Cuenca debido a la baja de Carlos Grueso por suspensión. 
Desde 2019 se encontraba sin equipo. En 2020 emprendió un negocio de compraventa de madera al por mayor y menor. 
En 2021 falleció en un accidente de tránsito en la localidad de Tamarindo, en la provincia del Azuay en la tarde del 17 de junio del 2021.

## Clubes
| Club                   | País    | Año       |
| ---------------------- | ------- | --------- |
| Barcelona              | Ecuador | 2012-2014 |
| Club Deportivo Azogues | Ecuador | 2014-2015 |
| Toreros Fútbol Club    | Ecuador | 2015-2016 |

## Palmarés

### Campeonatos nacionales
| Título              | Club      | País    | Año  |
| ------------------- | --------- | ------- | ---- |
| Campeonato Nacional | Barcelona | Ecuador | 2012 |